# Casa Lua Curtiss II
La Casa Lua Curtiss II  es una casa histórica ubicada en Miami Springs, Florida. La Casa Lua Curtiss II se encuentra inscrito  en el Registro Nacional de Lugares Históricos desde el 1 de noviembre de 1985.  

## Ubicación
La Casa Lua Curtiss II se encuentra dentro del condado de Miami-Dade en las coordenadas 25°49′05″N 80°17′30″O / 25.818056, -80.291667.